# Soap (Call of Duty)
John "Soap" MacTavish es un personaje ficticio de la saga de Call of Duty: Modern Warfare. Aparece por primera vez como personaje jugable principal en el videojuego Call of Duty 4: Modern Warfare de 2007, donde forma parte del 22º regimiento del Special Air Service como francotirador y experto en demoliciones. Más tarde aparece en la secuela Call of Duty: Modern Warfare 2, lanzada en noviembre de 2009, como NPC y como uno de los personajes jugables. También apareció en Call of Duty: Modern Warfare 3, lanzado en noviembre de 2011. La versión reiniciada de Soap se mencionó brevemente en el título reboot de 2019, Call of Duty: Modern Warfare y en Call of Duty: Warzone, donde aparece como personaje jugable, antes de hacer su debut completo en Call of Duty: Modern Warfare 2, de 2022. Soap fue bien recibido por la crítica y se convirtió en uno de los personajes más populares de Call of Duty.

## Sobre el personaje
John "Soap" MacTavish desempeña un papel clave en la historia de Call of Duty 4: Modern Warfare, donde está en primera línea de la lucha contra los ultranacionalistas como parte del SAS, más concretamente del equipo Bravo del capitán Price. En Call of Duty 4: Modern Warfare, el jugador vive la historia a través de los ojos de Soap. Sin embargo, algunas misiones se juegan desde la perspectiva de otro personaje. Durante este primer juego, Soap es un protagonista mudo, y no cuenta con actor de voz, pues simplemente es el personaje jugable que solo sigue órdenes de los NPC a su alrededor.
Los últimos juegos presentan a MacTavish como un personaje no jugable (NPC) con el que el personaje jugable lucha. Sin embargo, en Call of Duty: Modern Warfare 2 el jugador toma el control de MacTavish en las tres últimas misiones. En el último juego de la serie, MacTavish aparece como personaje jugable sólo en la primera misión y luego vuelve a ser un PNJ durante el resto de la historia.
MacTavish muere posteriormente en acción durante el transcurso de Call of Duty: Modern Warfare 3 tras una explosión en la que experimenta una pérdida masiva de sangre mientras se encontraba en una misión para asesinar a Vladimir Makarov, un antagonista que debutó en el título anterior.
En el reinicio de la saga de 2019 Call of Duty: Modern Warfare, Soap fue presentado por primera vez durante el final de la campaña para un solo jugador como un recluta de la Fuerza Operativa 141. En una cinemática de la historia para Call of Duty: Warzone, Soap hizo su primera aparición solo con voz, interpretado por Neil Ellice. En agosto de 2021, Soap se añadió a Modern Warfare y Warzone como personaje jugable.
El personaje fue bien recibido por muchos fans de la franquicia Call of Duty. Una encuesta en línea de la edición de 2011 de los Récords Mundiales Guinness, en la que votaron más de 13.000 jugadores, situó a John "Soap" MacTavish en el puesto 12 de una lista de 50 personajes ficticios de videojuegos.

## Historia

### Trilogía original
En Call of Duty 4: Modern Warfare, MacTavish se presenta por primera vez en la misión inicial, tras haber sido seleccionado para el 22º SAS, con base en Hereford. Se le presenta a sus compañeros de escuadrón, así como a su nuevo oficial al mando, el capitán John Price, donde se somete a un ejercicio de entrenamiento rutinario en la casa de la muerte antes de proceder a una misión para infiltrarse en un barco de contenedores en el Estrecho de Bering y recuperar un dispositivo nuclear. Forma parte del equipo responsable de la captura y ejecución de Khaled Al-Asad, el hombre responsable de la detonación de un dispositivo nuclear similar en un país de Oriente Medio sin nombre, y también de la muerte de Imran Zakhaev, el hombre responsable de proporcionar las armas nucleares a Al-Asad. Soap forma parte del Equipo Bravo, que colabora con la Fuerza de Marines de EE. UU. Recon en la desactivación de los misiles nucleares que Zakhaev lanzó a las costas de los Estados Unidos, donde posteriormente mata a Zakhaev después de que un Mi-24 Hind destruya un puente importante en su ruta de evacuación. Soap y Price se salvan a duras penas de la muerte prematura de su escuadrón cuando una distracción creada por los leales rusos le da a Soap tiempo suficiente para matar a Zakhaev y a dos soldados con la pistola M1911 de Price.
En Call of Duty: Modern Warfare 2, cinco años después del primer juego, Soap es el capitán de la Fuerza Operativa 141, un ascenso que recibió tras la Operación Kingfish, en la que Price fue capturado y llevado a un gulag en el este de Rusia tras un atentado contra la vida de Vladimir Makarov, el antiguo lugarteniente de Zakhaev. Aparece en la misión "Cliffhanger" como NPC, ayudando al personaje del jugador, Gary "Roach" Sanderson. En la siguiente misión, en la que el jugador controla a Roach, MacTavish y su equipo capturan a la mano derecha de un traficante de armas y lo interrogan, lo que les lleva a buscar a Alejandro Rojas, al que capturaron a tiempo, lo que conduce al rescate del capitán Price, el hombre que Makarov más odia. En las tres últimas misiones del juego, él y Price descubren que su oficial al mando, el teniente general Shepherd, les ha traicionado, pero no son capaces de avisar a su equipo (Simon "Ghost" Riley y Roach) a tiempo y, por tanto, son asesinados. Después de luchar contra un enorme batallón de contratistas militares armados, la Compañía Shadow, Soap intenta matar a Shepherd con su cuchillo de combate, pero Shepherd consigue apuñalarle en el pecho. Con Shepherd distraído en un duelo cuerpo a cuerpo con Price, y con las pocas fuerzas que le quedan, Soap saca el cuchillo del pecho y lo lanza, golpeando directamente a Shepherd en el ojo, matándolo al instante. Price cura a Soap mientras su amigo Nikolai aterriza cerca de su punto de recogida y los pone a salvo, preparando el escenario para Call of Duty: Modern Warfare 3.
El tercer juego inicia horas después de ser extraídos del Hotel Bravo, la Fuerza Operativa 141 ha sido desautorizada y un moribundo Soap ha sido extraído a un reducto ruso en la India. Con Makarov tras su pista para atar los cabos sueltos y un rápido trabajo de parcheo por parte de un médico, Yuri se une al Equipo Bravo para escapar del implacable asalto de los ultranacionalistas rusos leales a Makarov para pasar desapercibidos mientras Rusia está inmersa en un combate total con los Estados Unidos a lo largo de la costa oriental. Un tiempo después, Price se pone en contacto con Sandman, antiguo operador del 141 con el que trabajaron durante la Operación Kingfish, para que le ayude con pistas sobre la localización de Makarov, así como con el oficial al mando del SAS, MacMillan, antiguo capitán de Price en el SAS con el que trabajó durante el intento inicial de matar a Imran Zakhaev 20 años antes. Tras recabar información de varias fuentes y con la ayuda de Kamarov, el equipo consigue localizar a Makarov en una Praga despoblada por la ley marcial, en la República Checa, donde se espera que Makarov asista a una reunión de alto nivel con otros altos cargos de su organización. Sin embargo, Makarov es consciente de que la 141 está en la ciudad y, tras hacerle saber a Yuri que no debería haber ido a por ellos, activa cargas de bombas con la intención de matar a Soap y a Yuri. Soap salva la vida de Yuri empujándolo por la ventana en el último momento, y luego es lanzado él mismo desde una gran altura, momento en el que se reabre la anterior herida de cuchillo de Soap. Durante un intento de extracción, Soap muere por una pérdida masiva de sangre momentos después de informar a Price de que Makarov conoce a Yuri. Más tarde, Price menciona a Soap cuando éste llama a MacMillan para informarle de que Soap ha muerto y le pide ayuda para encontrar la ubicación de Makarov.

### Reinicio de la saga
Soap no aparece en el primer juego que marcó el reinicio de la saga, es decir, Call of Duty: Modern Warfare. Únicamente en la cinemática final del juego, cuando Price se reúne con la agente de la CIA Kate Laswell para informarle que quiere reunir un equipo (la Fuerza Operativa 141), y lleva consigo los expedientes de los operadores a los que quiere en su equipo, entre los cuales están Simon "Ghost" Riley, Kyle "Gaz" Garrick y por supuesto, John "Soap" MacTavish.
Soap finalmente hace acto de presencia en las cinemáticas de Call of Duty: Warzone, para posteriormente, en 2021, ser introducido como personaje jugable a través de las tiendas digitales de Modern Warfare y Warzone. Sin embargo, este regreso tan esperado no fue bien recibido por parte de los jugadores, pues el nuevo aspecto del personaje no se mantenía fiel a su versión original, por lo que los jugadores comenzaron, a modo de burla, a llamarlo "Shampoo" (champú), en lugar de "Soap" (jabón), pues consideraban que ni de lejos eran el mismo personaje.
En la secuela, Call of Duty: Modern Warfare 2, de 2022, Soap vuelve con un papel completamente protagónico, siendo el personaje que el jugador utilizará durante la mayor parte de la campaña principal. En este juego, Soap formará equipo con Ghost, y deberán viajar a México para descubrir la relación entre el cártel de Las Almas y la organización terrorista Al-Qatala. A medida que la historia avanza, Ghost pasa de no soportar a Soap a convertirse en su amigo, mientras que, por otro lado, la amistad entre Soap y el capitán Price, que se ve en la trilogía original, se mantiene casi inexistente.